# Colquitt
La ville de Colquitt est le siège du comté de Miller, dans l’État de Géorgie, aux États-Unis. Sa population s’élevait à 1 992 habitants lors du recensement de 2010, estimée à 1 910 habitants en 2016.

## Démographie
| 1880 | 1900 | 1910 | 1920 | 1930 | 1940  |
| ---- | ---- | ---- | ---- | ---- | ----- |
| 119  | 320  | 600  | 810  | 832  | 1 416 |

| 1950  | 1960  | 1970  | 1980  | 1990  | 2000  |
| ----- | ----- | ----- | ----- | ----- | ----- |
| 1 664 | 1 556 | 2 026 | 2 065 | 1 991 | 1 939 |

| 2010  | - | - | - | - | - |
| ----- | - | - | - | - | - |
| 1 992 | - | - | - | - | - |

## Galerie photographique

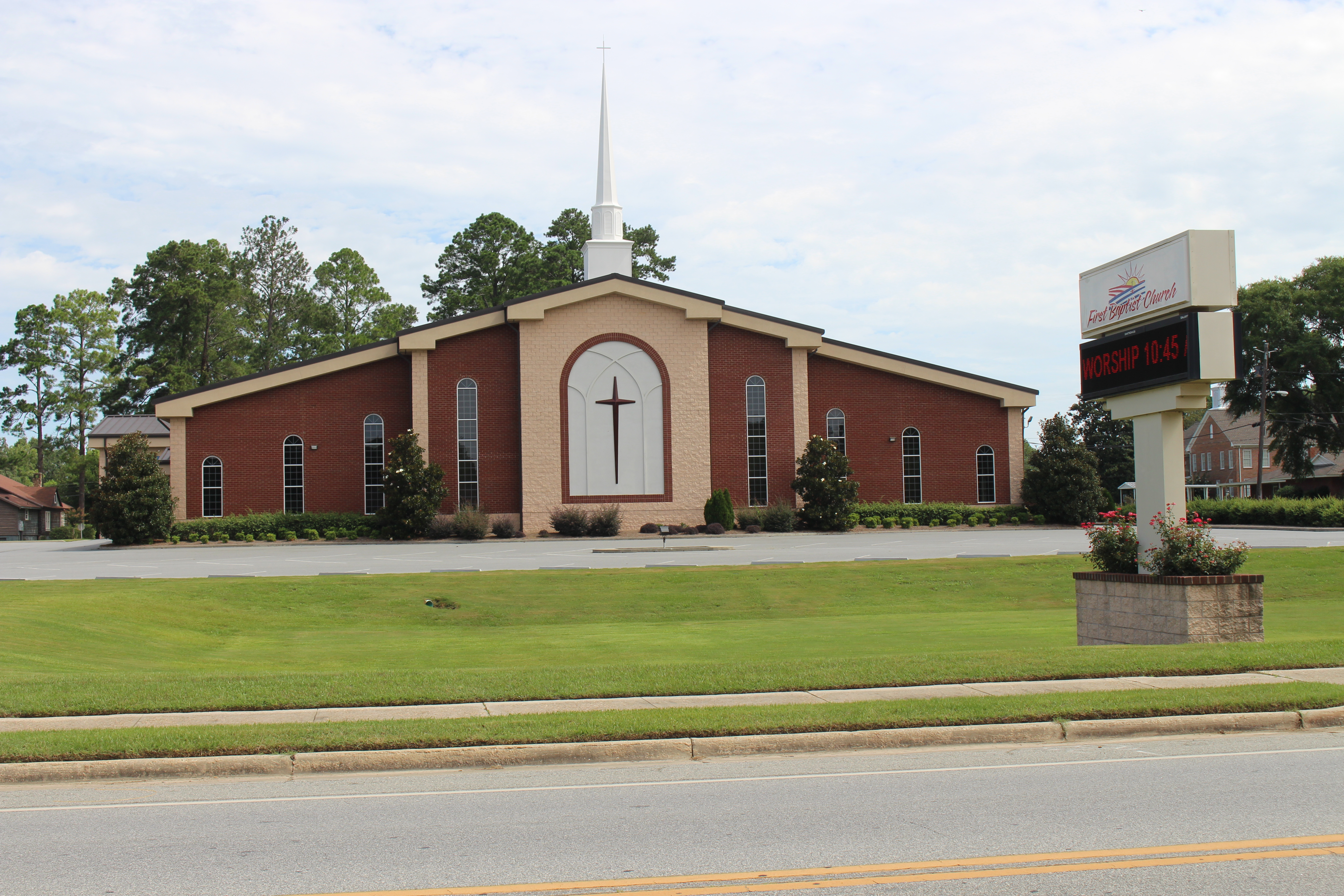
L’église baptiste.
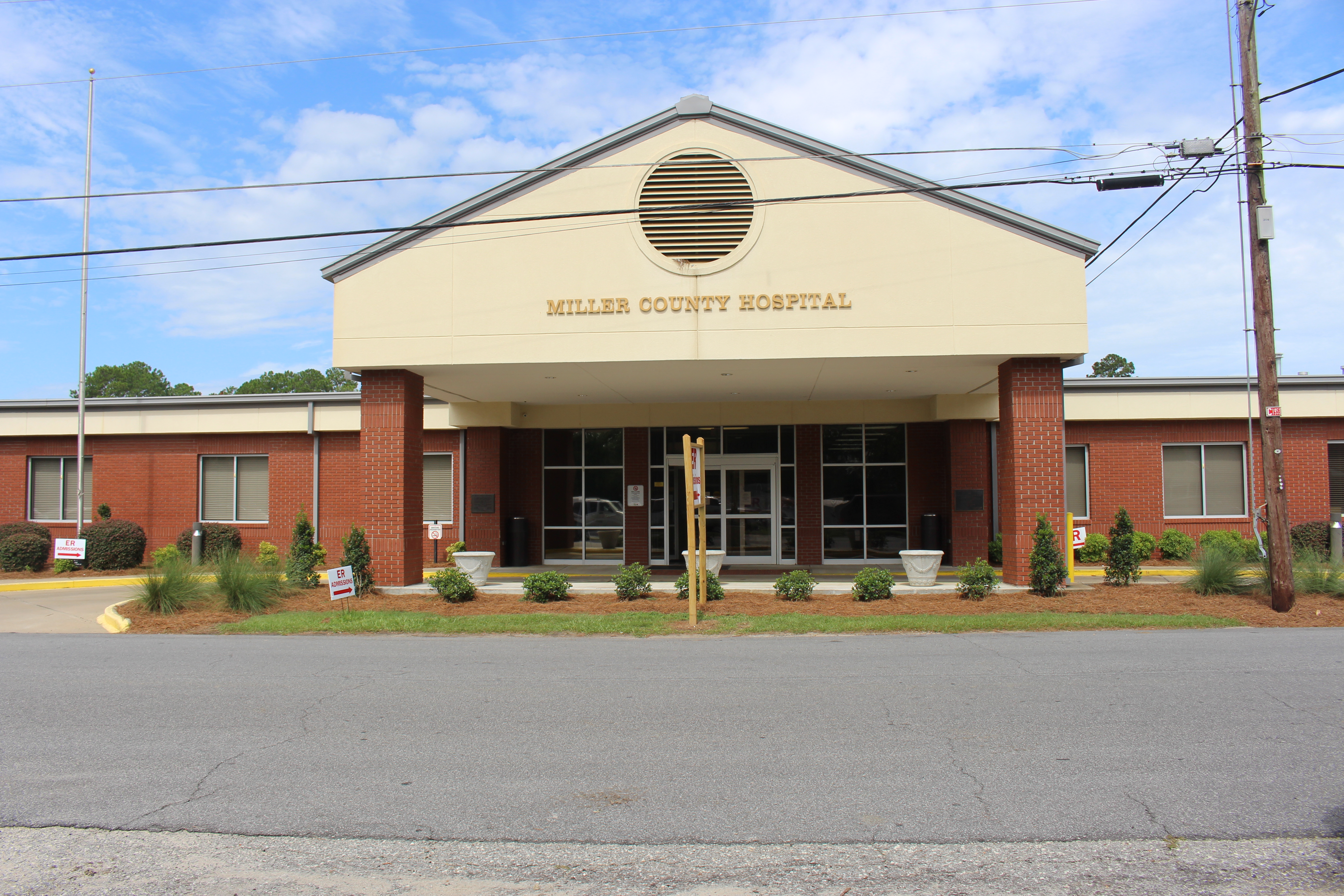
L’hôpital du comté.

## Source
- (en) Cet article est partiellement ou en totalité issu de l’article de Wikipédia en anglais intitulé « Colquitt, Georgia » (voir la liste des auteurs).